# Higher Ground (песня Мартина Гаррикса)
«Higher Ground» — песня голландского диджея и продюсера Мартина Гаррикса при участии шведского певца Джона Мартина. Песня вышла в день рождения первого, 14 мая 2020 года.

## Предыстория
Гаррикс исполнил песню во время своей прямой трансляции из своего дома в Амстердаме. Песня описывает историю о том, как мы проходим через трудные времена, но находим свой путь обратно и в конечном итоге снова чувствуем себя счастливым и живым.

## Музыкальный клип
Клип вышел 14 мая 2020 года, он был сделан при поддержке фанатов со всего мира.

## Чарты

### Недельные чарты
| Чарт (2020)                                | Высшая позиция |
| ------------------------------------------ | -------------- |
| Бельгия/Фландрия (Ultratip Bubbling Under) | 1              |
| Бельгия/Валлония (Ultratip Bubbling Under) | 20             |
| Венгрия (Rádiós Top 40)                    | 30             |
| Нидерланды (Dutch Top 40)                  | 24             |
| Нидерланды (Single Top 100)                | 68             |
| Швеция (Sverigetopplistan)                 | 80             |
| США (Billboard Hot Dance/Electronic Songs) | 11             |

### Годовые чарты
| Чарт (2020)                               | Позиция |
| ----------------------------------------- | ------- |
| Hungary (Rádiós Top 40)                   | 97      |
| Netherlands (Dutch Top 40)                | 96      |
| US Hot Dance/Electronic Songs (Billboard) | 89      |

## Сертификации
| Регион                                                                      | Сертификация | Продажи |
| --------------------------------------------------------------------------- | ------------ | ------- |
| Бразилия (ABPD)                                                             | Золотой      | 20 000  |
| Данные о продажах + прослушиваниях приведены только на основе сертификации. |              |         |